# Caffrowithius bicolor
Caffrowithius bicolor es una especie de arácnido del orden Pseudoscorpionida de la familia Chernetidae.

## Distribución geográfica
Se encuentra en Zimbabue.